# Gli infermieri della mutua

Gli infermieri della mutua est un film italien réalisé par Giuseppe Orlandini et sorti en 1969.

## Distribution
- Pino Caruso : Dottor Borselli
- Peppino De Filippo : Gennarino
- Isabella Biagini : Valeria
- Gianrico Tedeschi : Professor Gariboni